# Plufur
Plufur (en bretó Plufur) és un municipi francès, situat a la regió de Bretanya, al departament de Costes del Nord. L'any 2006 tenia 540 habitants.

## Demografia
| 1962                                       | 1968 | 1975 | 1982 | 1990 | 1999 |
| ------------------------------------------ | ---- | ---- | ---- | ---- | ---- |
| 744                                        | 643  | 562  | 534  | 520  | 518  |
| Des de 1962: població sense dobles comptes |      |      |      |      |      |

## Administració
| Període | Identitat    | Partit        |
| ------- | ------------ | ------------- |
| 2001-   | Hervé Guelou | Divers droite |

## Personatges il·lustres
- Marcel Hamon, polític comunista francès, adaptador de La Internacional al bretó.